# Música visual
Música visual, también llamada música del color, hace referencia al uso de estructuras musicales en medios visuales, incluyendo el cine mudo o piezas de Lumia sin sonido. También se refiere a los métodos o dispositivos que pueden traducir el sonido o la música en representaciones visuales relacionadas. Una definición más amplia puede ser la traducción de música a pintura; ésta era la definición original del término acuñada por Roger Fry en 1912 para describir el trabajo de Vasili Kandinski.
Música visual también hace referencia a los sistemas que convierten la música o el sonido directamente en formas visuales, como el cine, el vídeo o los gráficos por ordenador, por medio de un instrumento mecánico, la interpretación de un artista o un ordenador. Lo contrario también es aplicable, convertir imágenes en sonidos dibujando objetos y figuras en la banda sonora de una película, con una técnica llamada sonido dibujado o gráfico. Los cineastas que trabajaban con esta última técnica incluyen a Oskar Fischinger (experimentos de sonido ornamental), Norman McLaren, Barry Spinello, Steven Woloshen, Max Hattler, Richard Reeves y otros artistas contemporáneos. La música visual está vinculada en cierta medida a la historia del cine abstracto, aunque no toda la música visual es abstracta.
Existe una gran variedad de definiciones de la música visual, especialmente porque es un campo en continua expansión. En algunos escritos recientes, normalmente en el contexto de las bellas artes, la música visual se confunde a menudo o se define como sinestesia, aunque históricamente ésta nunca fue una definición de «música visual». La música visual también se ha definido como una forma de intermedia.

## Instrumentos
Desde la antigüedad, los artistas han anhelado crear con luces en movimiento una música para el ojo comparable a los efectos del sonido para el oído 
– Dr. William Moritz, historiador más conocido de la «música visual» en inglés, en especial sobre el trabajo de Oskar Fischinger. 
A veces también llamada «música del color», la historia de esta tradición incluye muchos experimentos con órganos de color. Artistas o inventores «construyeron instrumentos, habitualmente llamados "órganos de color", que muestran luces de colores moduladas con una especie de fluidez comparable a la música» Por ejemplo, los Farblichtspiele (juegos de luces de colores) del antiguo estudiante de la Bauhaus Ludwig Hirschfeld Mack. Existen diversas definiciones de «música del color»; una de ellas es que generalmente se trata de proyecciones de luces de colores sin forma. Algunos investigadores y escritores han utilizado el término «música del color» de manera intercambiable con «música visual».
La construcción de instrumentos para tocar música visual en vivo ha sido una constante preocupación de este arte, al igual que sucede con la música sonora. Los órganos de color, aunque están relacionados, forman parte de una tradición anterior que se extiende hasta principios del siglo XVIII con el jesuita Louis Bertrand Castel, quien construyó un clavecín ocular en la década de 1730 (visitado por Georg Philipp Telemann, quien compuso para él). Otros artistas inventores de órganos de color incluyen a: Alexander Wallace Rimington, Bainbridge Bishop, Thomas Wilfred, Charles Dockum y Mary Hallock-Greenewalt.

## Música visual sobre película
La música visual y el cine o vídeo abstractos coinciden a menudo. Algunas de las películas más antiguas conocidas, ahora perdidas, de estos dos géneros fueron creadas por los futuristas Bruno Corra y Arnaldo Ginna entre 1911 y 1912 (como explican en el Manifiesto futurista del cine). Mary Hallock-Greenewalt produjo varios rollos de películas pintadas a mano (aunque no películas tradicionales) que se conservan en la Historical Society of Philadelphia. Al igual que las películas futuristas, y muchas otras películas de música visual, sus «películas» estaban pensadas para ser una visualización de formas musicales.
Notables cineastas de música visual incluyen a Walter Ruttmann, Hans Richter, Viking Eggeling, Oskar Fischinger, Len Lye, Jordan Belson, Norman McLaren, Mary Ellen Bute (quien hizo una serie de películas llamadas Seeing Sound), Harry Smith, Hy Hirsh, John y James Whitney, y muchos otros hasta nuestros días.
En 2005, una exposición estadounidense llamada Visual Music en el Museo de Arte Contemporáneo de Los Ángeles y en el Museo Hirshhorn y Jardín de Esculturas de Washington D. C. incluyó documentación de los órganos de color y mostró muchas películas y vídeos de música visual, así como pinturas y algunos órganos de color. 
El Center for Visual Music de los ángeles tiene la mayor colección del mundo de los recursos de música visual El CVM tiene los escritos, películas y piezas de animación de Oskar Fischinger; la colección original de la investigación del historiador de la música visual Dr. William Moritz; las películas de Jordan Belson; y una amplia colección de películas restauradas de Mary Ellen Bute, John y James Whitney, Jules Engel, Charles Dockum y otros. El CVM proporcionó información, películas, imágenes fijas y estudios para la mencionada exposición Visual Music. Actualmente, el CVM proporciona películas de música visual para museos, archivos festivales y centros culturales en todo el mundo, además de comisariar y desarrollar sus propias exhibiciones museísticas (recientemente, Oskar Fischinger: Experiments in Cinematic Abstraction, in Ámsterdam).

## Gráficos por ordenador

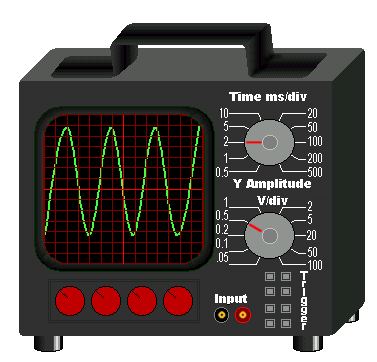
Osciloscopio mostrando un solo tono, una onda sinusoidal.

El tubo de rayos catódicos posibilitó la creación del osciloscopio, un dispositivo electrónico que puede producir imágenes que son fácilmente asociadas a sonidos de micrófonos. Los patrones de onda mdoernos de las pantallas de iluminación láser son producidos por circuitos similares. Las imágenes utilizadas para representar el audio en estaciones de trabajo de audio digitales se basan en términos generales en los familiares patrones de los osciloscopios. 
 
La compañía Animusic (llamada originariamente Visual Music) ha demostrado en repetidas ocasiones el uso de ordenadores para convertir la música (principalmente pop-rock basado y compuesto con MIDI) en animaciones. Diversos artistas gráficos han diseñado instrumentos virtuales que, tanto si se tocan a sí mismos como a través de objetos virtuales, son controlados, junto al sonido, a través de instrucciones MIDI.
En el ámbito de la traducción de imagen a sonido, MetaSynth incluye una función que convierte imágenes en sonidos. La herramienta utiliza dibujos o imágenes de mapa de bits importados, que se pueden manipular con herramientas gráficas, para generar sonidos nuevos o procesar audio ya existente. Una función inversa permite la creación de imágenes a partir de sonidos.
Algunos softwares de reproducción de medios generan imágenes animadas o visualización de música basadas en piezas de música grabada:
- autom@ted_VisualMusiC_ 4.0 proyectado y realizado por Sergio Maltagliati. Este programa se puede configurar para crear variaciones músico-visuales aleatorias, empezando a partir de una célula visual/sonora simple. Genera una nueva composición audiovisual cada vez que se activa.